# Ангольская соня
Ангольская соня (лат. Graphiurus angolensis) — вид грызунов из рода африканские сони семейства соневых.

## Описание
Спина темно-коричневая, рыжеватая, золотистая или тускло-коричневая. У некоторых особей мех светлее по бокам головы и спины и темнее к центру. Брюхо белое или кремовое. Уши большие и округлые, коричневой окраски.

## Экология
Предпочитает тропические леса и саванны. Может проникать в жилище человека.

## Распространение
Встречается в Анголе и на северо-западе Замбии.